# 李子乡
李子乡，是中华人民共和国四川省凉山彝族自治州喜德县下辖的一个乡镇级行政单位。

## 行政区划
李子乡下辖以下地区：
史觉村、博中村、洛礼村、大兴村和洛乃格村。